# Presidentvalet i USA 1804
Presidentvalet i USA 1804 var det femte valet i nationens historia. Det var det första valet efter att det tolfte tillägget till konstitutionen ratificerats, varvid elektorerna nu skulle ange vilken av sina två röster som avsåg presidentposten och vilken som avsåg vicepresidentposten. Sittande  Demokrat-republikanska president Thomas Jefferson omvaldes med George Clinton som ny vicepresident.
Federalisterna nominerade ambassadör Charles Pinckney till sin kandidat med Rufus King som vicepresidentkandidat, utan att hålla något formellt primärval. Demokratisk-republikanska partiet valde sina kandidater genom omröstning bland partiets 108 kongressledamöter. Jefferson kandiderade för omval utan att möta något motstånd och valdes med acklamation. Sittande vicepresident Aaron Burr nominerades aldrig för omval. Istället valdes George Clinton med 67 röster mot John Breckinridge som främste motståndare med 20 röster.
Jefferson hade med knapp marginal vunnit valet år 1800. Under sin tid som president hade Louisianaköpet gjort honom populär och Federalisterna lyckades nu inte ens vinna valet i New England där de hittills hade haft sitt största stöd. Valet vanns av Jefferson med 162 elektorsröster mot 14.